# Maloelap
Maloelap (marshallesisch Ṃaḷoeḷap, weitere Namen: Malolab, Molwonlap, Malangelab, Kaben, Kawen oder Araktschijeffinseln) ist ein Atoll der Ratak-Kette der Marshallinseln. Das Atoll hat eine Landfläche von 9,82 km² bei einer Lagunenfläche von 973 km². Die größten Inseln des Atolls heißen Taroa und Knaben im Norden der Insel. Nur drei Inseln des Atolls sind nicht bewohnt, Airok, Ollet und Jang. Das Atoll war das erste, welches die Konstitution der Marshall-Inseln als Staat gebilligt hat. Das 20 km südlich gelegene Atoll Aur liegt am nächsten.
Im Jahr 2021 wohnten 395 Einwohner auf dem Atoll. Geringe Wirtschaftliche Bedeutung für das Atoll haben die Produktion von Kopra und der Tourismus.
Auf der Insel Tao (auch Tarawa oder Taroa) existiert ein Flugfeld (IATA-Flughafencode: MAV).

## Geschichte
Maloelap wurde vom zusammen mit dem Rest der Marshallinseln im Jahr 1884 vom Deutschen Reich beansprucht und mit der Flaggenhissung auf der Insel Jaluit in Besitz genommen. 1906 wurden die Inseln offiziell Teil der deutschen Kolonie Deutsch-Neuguinea. Während der Kolonialzeit wurden Maloelap und das benachbarte Aur als Calvertinseln bezeichnet.
Im Ersten Weltkrieg besetzte das Japanische Kaiserreich die Inseln, die nach dem Krieg zum Japanischen Südseemandat gehörten. Um 1930 wurde auch das Flugfeld von den Japanern angelegt. Dieser östlichste japanische Militärflugplatz wurde während des Zweiten Weltkrieges immer wieder durch die Amerikaner stark bombardiert, bis er 1944 völlig zerstört wurde. Noch heute zeugen Flugzeugwracks und Überreste von Flugplatzeinrichtungen von den schweren Angriffen. Zum Ende des Krieges kam Maloelap als Teil des Trust Territory der Pazifikinseln unter die Kontrolle der Vereinigten Staaten. Es wurde 1986 Teil der unabhängigen Republik der Marshallinseln.